# Cecoslovacchia ai IX Giochi olimpici invernali
La Cecoslovacchia partecipò ai IX Giochi olimpici invernali, svoltisi a Innsbruck, Austria, dal 29 gennaio al 9 febbraio 1964, con una delegazione di 46 atleti impegnati in otto discipline.

## Medagliere

### Per discipline
| Sport              | Oro | Argento | Bronzo | Totale |
| ------------------ | --- | ------- | ------ | ------ |
| Hockey su ghiaccio | 0   | 0       | 1      | 1      |
| Totale             | 0   | 0       | 1      | 1      |

### Medaglie
| Medaglia | Atleta | Sport              | Evento   |
| -------- | --- | ------------------ | -------- |
| Bronzo   | Vladimír Dzurilla Vladimír Nadrchal František Tikal František Gregor Rudolf Potsch Ladislav Šmíd Stanislav Sventek Jiří Dolana Josef Černý Jaroslav Walter Miroslav Vlach Jozef Golonka Jiří Holík Vlastimil Bubník Jaroslav Jiřík Jan Klapáč Stanislav Prýl | Hockey su ghiaccio | Maschile |